# 杰克·布罗德里克
杰克·布罗德里克（英語：Jack Broderick，1877年6月5日—1957年7月12日），生于安大略省康沃尔，加拿大男子棍网球运动员。他曾代表加拿大参加1908年夏季奥林匹克运动会棍网球比赛，获得一枚金牌。